# El porqué de mis peinados
El porqué de mis peinados es el tercer álbum del grupo de pop indie español Sr. Chinarro. Desde su aparición, fue muy bien recibido por la prensa especializada. El disco fue incluido por la revista Rockdelux entre los mejores de la historia de la música pop española.[cita requerida] Es un claro exponente del primer estilo de Sr. Chinarro, más oscuro, y fue comparado en su momento con Disintegration de The Cure.
Según los créditos, todos los temas fueron compuestos entre Antonio Luque y David Belmonte y «orientados e inmovilizados» por Antonio Luque. Las letras son de Luque.
El álbum fue editado y reeditado por Acuarela en 2001 y por Mushroom Pillow en 2009 junto con el resto de la discografía del grupo en el sello anterior. 
La portada del disco está basada en un cuadro de Marc Chagall, Composition à la chèvre (1917).

## Lista de canciones
| Nº | Título                      | Duración |
| 1  | A la luz de dos velas       | 3'15     |
| 2  | Tu casa o la mía            | 4'32     |
| 3  | Miramos en la caja          | 3'49     |
| 4  | Estrenos T.V.               | 2'34     |
| 5  | Diario de Pitágoras         | 3'49     |
| 6  | Ouija                       | 4'08     |
| 7  | Quiromántico                | 4'08     |
| 8  | Chaufferette                | 4'31     |
| 9  | Carretera y manta           | 3'19     |
| 10 | El libro gordo de peut-être | 5'09     |
| 11 | El tío de la cabra          | 3'44     |